# Агеєнко Микола Іванович
Аге́єнко Мико́ла Іва́нович (нар. 22 листопада 1930, місто Чернігів — 25 лютого 2012) — український радянський і компартійний діяч, депутат Верховної Ради УРСР 11-го скликання. Член Ревізійної Комісії КПУ в 1976—1986 роках.

## Біографія
Народився в родині військового. Навчався у Херсонському морехідному училищі, випускник 1951 року [Архівовано 2 квітня 2015 у Wayback Machine.].
Член КПРС з 1954 року.
У 1957 році закінчив Одеське вище мореплавне училище.
У 1957 році — начальник цеху Балхаш-Ілійських судноремонтних майстерень Казахської РСР.
Повернувшись в Україну, з вересня 1957 року працював старшим інженером Чернігівської лабораторії державного нагляду за стандартами та вимірювальною технікою.
З квітня 1959 року — інженер, начальник цеху, заступник головного інженера, заступник директора Чернігівського комбінату хімічного волокна (Чернігівське Хімволокно). З 1969 року — директор Чернігівського комбінату хімічного волокна. Під його керівництвом підприємство першим в СРСР виготовляло анідне волокно, аналог нейлону.
У грудні 1973 — квітні 1981 року — 1-й секретар Чернігівського міського комітету КПУ Чернігівської області.
У 1981 році заочно закінчив Академію суспільних наук при ЦК КПРС.
У квітні 1981 — грудні 1988 року — 2-й секретар Чернігівського обласного комітету КПУ. Учасник ліквідації  аварії на ЧАЄС в 1986 році.
Потім — на пенсії.

## Нагороди
- орден Леніна (1976)
- три ордени Трудового Червоного Прапора
- золота медаль ВДНГ (1977)
- срібна медаль ВДНГ (1968)
- дві Почесні грамота Президії Верховної Ради Української РСР